# Залісся (річка)
Залі́сся — річка в Польщі (Підкарпатське воєводство) та Україні (Самбірський район, Львівська область). Ліва притока Вігору (басейн Вісли). 
Витоки розташовані на східній околиці села Конюша (Польща), тече переважно на схід, впадає у Вігор в північно-східній частині смт Нижанковичі. 
Довжина річки 9,5 км. Річкова долина у верхів'ї вузька, у середній та нижній течії розширяється. Заплава подекуди заболочена. Дно річки кам'янисте, місцями з перекатами; в нижній течії переважно мулисте. 
Річка протікає здебільшого територією Польщі через такі села: Конюша, Берендьовичі, Аксманичі, Клоковичі, Молодовичі. Перетинає українсько-польський кордон на північно-західній околиці Нижанкович. Від кордону до гирла упродовж 1,5 км тече північною частиною Нижанкович, яка називається Заболотці.